# Hoàng giáp
Hoàng giáp (chữ Hán: 黃甲) là một loại (gọi là giáp) danh hiệu của học vị Tiến sĩ Nho học trong hệ thống khoa bảng thời phong kiến. Loại danh hiệu này được xác định trong kỳ thi Đình, còn gọi là tiến sĩ xuất thân (進士出身). Vì đứng thứ hai trong hệ thống các loại học vị tiến sĩ, trên đệ tam giáp, nhưng dưới đệ nhất giáp, tức tam khôi (trạng nguyên, bảng nhãn, thám hoa) nên còn gọi là Đệ nhị giáp tiến sĩ xuất thân.
Hoàng giáp (đệ nhị giáp) được quy định lần đầu tiên ở Việt Nam vào năm Kiến Trung thứ 8 (1232) đời vua Trần Thái Tông cùng với đệ nhất giáp (tam khôi) và đệ tam giáp (thái học sinh).
| Triều đại  | Đệ nhất giáp   | thứ bậc đệ nhất giáp | Đệ nhị giáp                  | Đệ tam giáp            |
| nhà Trần   | Tam khôi       |                      |                              |                        |
| nhà Trần   | Tam khôi       | Trạng nguyên         |                              | Thái học sinh          |
| nhà Trần   | Tam khôi       | Bảng nhãn            |                              | Thái học sinh          |
| nhà Trần   | Tam khôi       | Thám hoa             |                              | Thái học sinh          |
| nhà Lê     | Tiến sĩ cập đệ |                      |                              | Thái học sinh          |
| nhà Lê     | Tiến sĩ cập đệ | Trạng nguyên         | Hoàng giáp Tiến sĩ xuất thân | Đồng tiến sĩ xuất thân |
| nhà Lê     | Tiến sĩ cập đệ | Bảng nhãn            | Hoàng giáp Tiến sĩ xuất thân | Đồng tiến sĩ xuất thân |
| nhà Lê     | Tiến sĩ cập đệ | Thám hoa             | Hoàng giáp Tiến sĩ xuất thân | Đồng tiến sĩ xuất thân |
| nhà Nguyễn | Tiến sĩ cập đệ |                      | Hoàng giáp Tiến sĩ xuất thân | Đồng tiến sĩ xuất thân |
| nhà Nguyễn | Tiến sĩ cập đệ | Đình nguyên          | Hoàng giáp Tiến sĩ xuất thân | Đồng tiến sĩ xuất thân |
| nhà Nguyễn | Tiến sĩ cập đệ | Bảng nhãn            | Hoàng giáp Tiến sĩ xuất thân | Đồng tiến sĩ xuất thân |
| nhà Nguyễn | Tiến sĩ cập đệ | Thám hoa             | Hoàng giáp Tiến sĩ xuất thân | Đồng tiến sĩ xuất thân |

Đến triều nhà Hậu Lê, tháng 8 âm lịch năm 1484 (niên hiệu Hồng Đức 15), Lê Thánh Tông phân định lại hạng tiến sĩ xuất thân cùng với hạng tiến sĩ cập đệ (đệ nhất giáp) và đồng tiến sĩ (đệ tam giáp). Người đề xuất việc phân hạng (giáp) các tiến sĩ nho học là thượng thư Bộ Lễ Quách Đình Bảo, nhân việc vua Lê Thánh Tông sai khắc bia tiến sĩ. Trước đó vào đầu nhà Hậu Lê chưa có phân ba loại tiến sĩ kể trên, mà mới chỉ xếp danh sách các tiến sĩ nho học trong mỗi khoa thi thành hai bảng: chính bảng và phụ bảng. Trong chính bảng từ thời nhà Trần có xếp 3 danh hiệu: trạng nguyên, bảng nhãn, thám hoa ở 3 vị trí đầu tiên. Lê Thánh Tông chuẩn tấu của Quách Đình Bảo, đổi: tam khôi thành tiến sĩ cập đệ, các tiến sĩ còn lại trong chính bảng của mỗi khoa thi thành tiến sĩ xuất thân (hoàng giáp), còn loại tiến sĩ trong phụ bảng gọi là đồng tiến sĩ xuất thân.
Đến nhà Nguyễn, triều đình thường bỏ không lấy hạng đệ nhất giáp, đặc biệt là Trạng nguyên, nên người đỗ hoàng giáp xếp trên cùng có thể coi là đình nguyên.
Loại này không chia bậc, chỉ xếp thứ tự, ai đỗ cao hơn được xếp ở trên. Khi bổ quan được lĩnh chức có hàm tòng thất phẩm.

## Một số danh nhân
- Nguyễn Trung Ngạn là người đỗ hoàng giáp đầu tiên khoa Đại tỷ năm 1304 khi mới 16 tuổi.
- Nguyễn Bá Tĩnh (Tuệ Tĩnh) (1330-1400), hoàng giáp năm Ất Mão (1375)
- Trương Phu Duyệt (1476-?), hoàng giáp năm 1505, thượng thư bộ lại đời vua Lê Cung Hoàng
- Vũ Hữu (1437-1530), hoàng giáp năm Quý Mùi (1463)
- Quách Hữu Nghiêm (1442-1504), hoàng giáp năm Bính Tuất (1466)
- Nghiêm Ích Khiêm (1459-1499), hoàng giáp năm Canh Tuất (1490)
- Nguyễn Trù (1668-1738), hoàng giáp năm Đinh Sửu (1697)
- Bùi Huy Bích (1744-1818), hoàng giáp năm Canh Dần (1770)
- Bùi Dương Lịch (1757–1828) là nhà văn hóa lớn của Việt Nam thời Tây Sơn và nhà Nguyễn, hoàng giáp năm 1787.
- Phạm Văn Nghị (1805-1884), hoàng giáp năm Mậu Tuất (1838)
- Đỗ Huy Liêu (1844-1891), hoàng giáp năm Kỷ Mão (1879)
- Nguyễn Quang Bích (tức Ngô Quang Bích) (1832-1890) hoàng giáp năm Kỷ Tỵ (1869)
- Nguyễn Khuyến (1835-1909), hoàng giáp năm Tân Mùi (1871)
- Đào Nguyên Phổ (1861-1907), hoàng giáp năm Mậu Tuất (1898)
- Nguyễn Khắc Niêm (1888-1954), hoàng giáp năm Đinh Mùi (1907)